# Jarabá skala (Bukovské vrchy)
Jarabá skala (polsky Riaba Skała, 1199 a 1167 m n. m.) je dvouvrcholová hora v Bukovských vrších na slovensko-polské státní hranici. Nachází se v pohraničním hřebeni mezi vrcholy Čelo (1158 m) na východě a Ďurkovec (1188 m) na západě. Z vyššího západního vrcholu vybíhá na sever zalesněná rozsocha směřující přes vrchol Paporina (1199 m) k vrcholu Jawornik (1020 m) a klesající do údolí Wetliny. Vrcholem hory probíhá hranice mezi polským NP Bieszczady a slovenským NP Poloniny. Na Slovenské straně se rozkládá NPR Jarabá skala.

## Přístup
- po červené  značce z vrcholu Čierťaž
- po červené  značce ze Sedla pod Ďurkovcom
- po žluté  značce z obce Nová Sedlica
- po žluté  značce z osady Stare Siolo (obec Wetlina)

## Fotogalerie

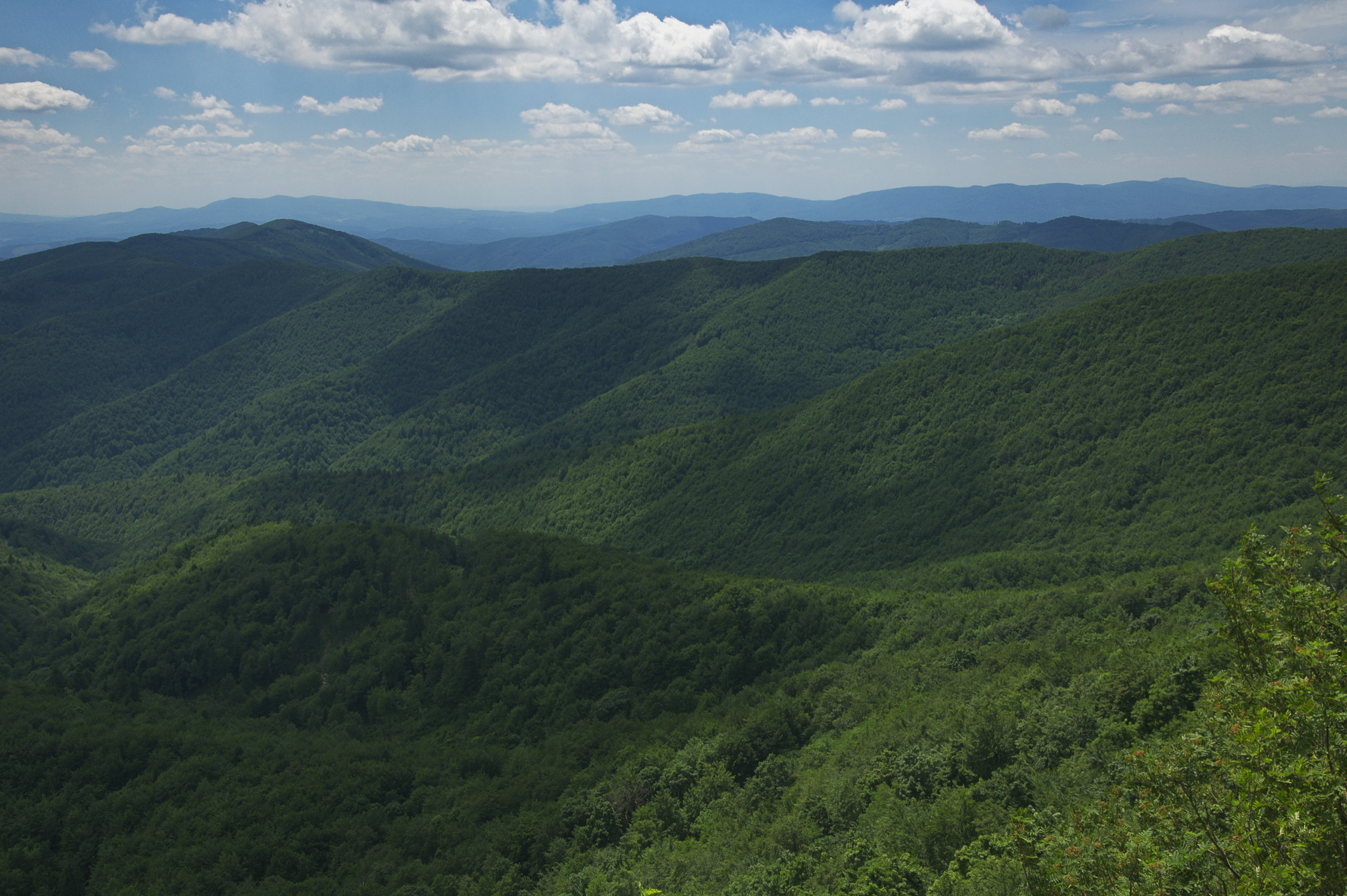
Výhled z Jarabé skaly
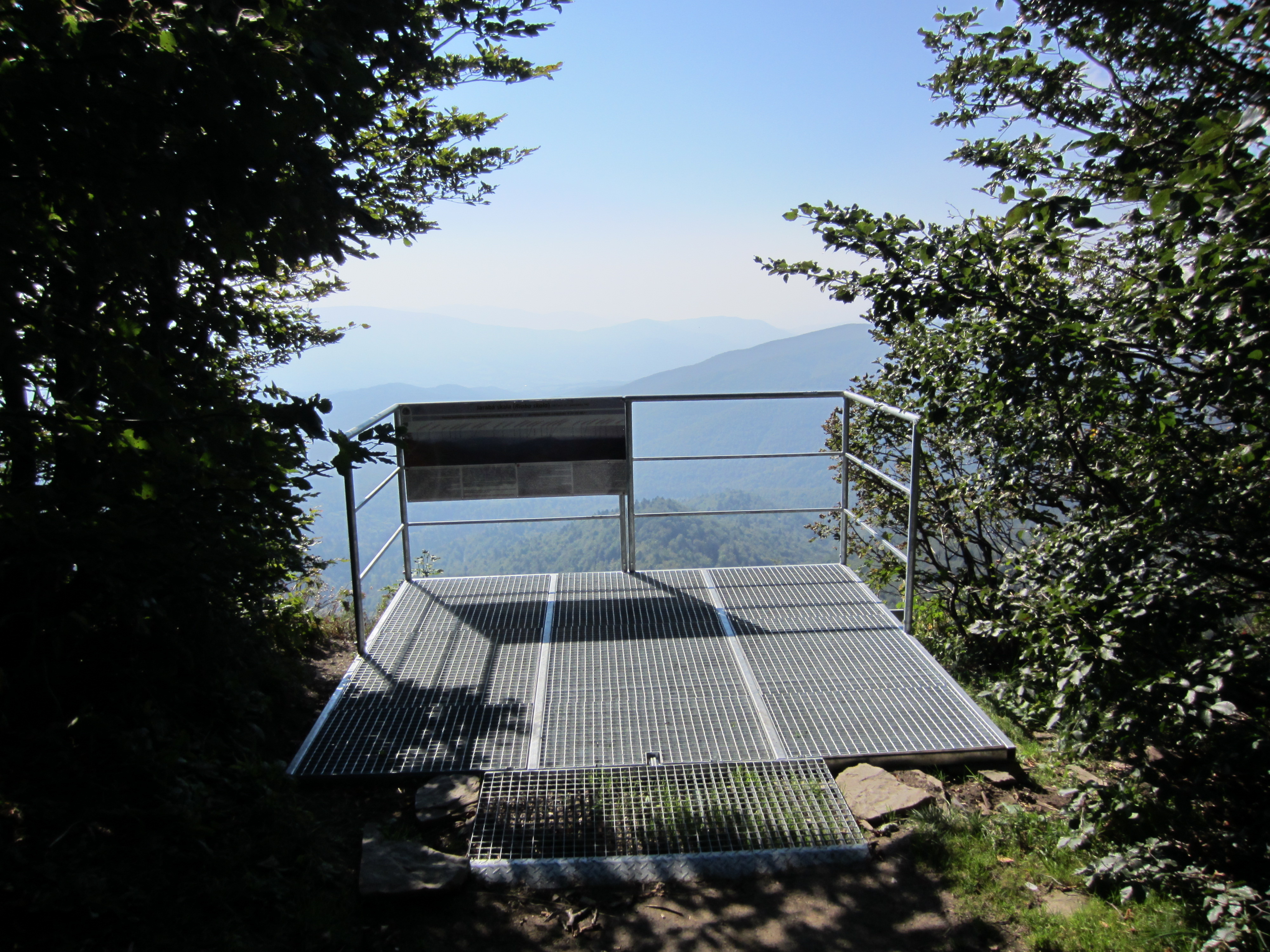
Výhledová plošina
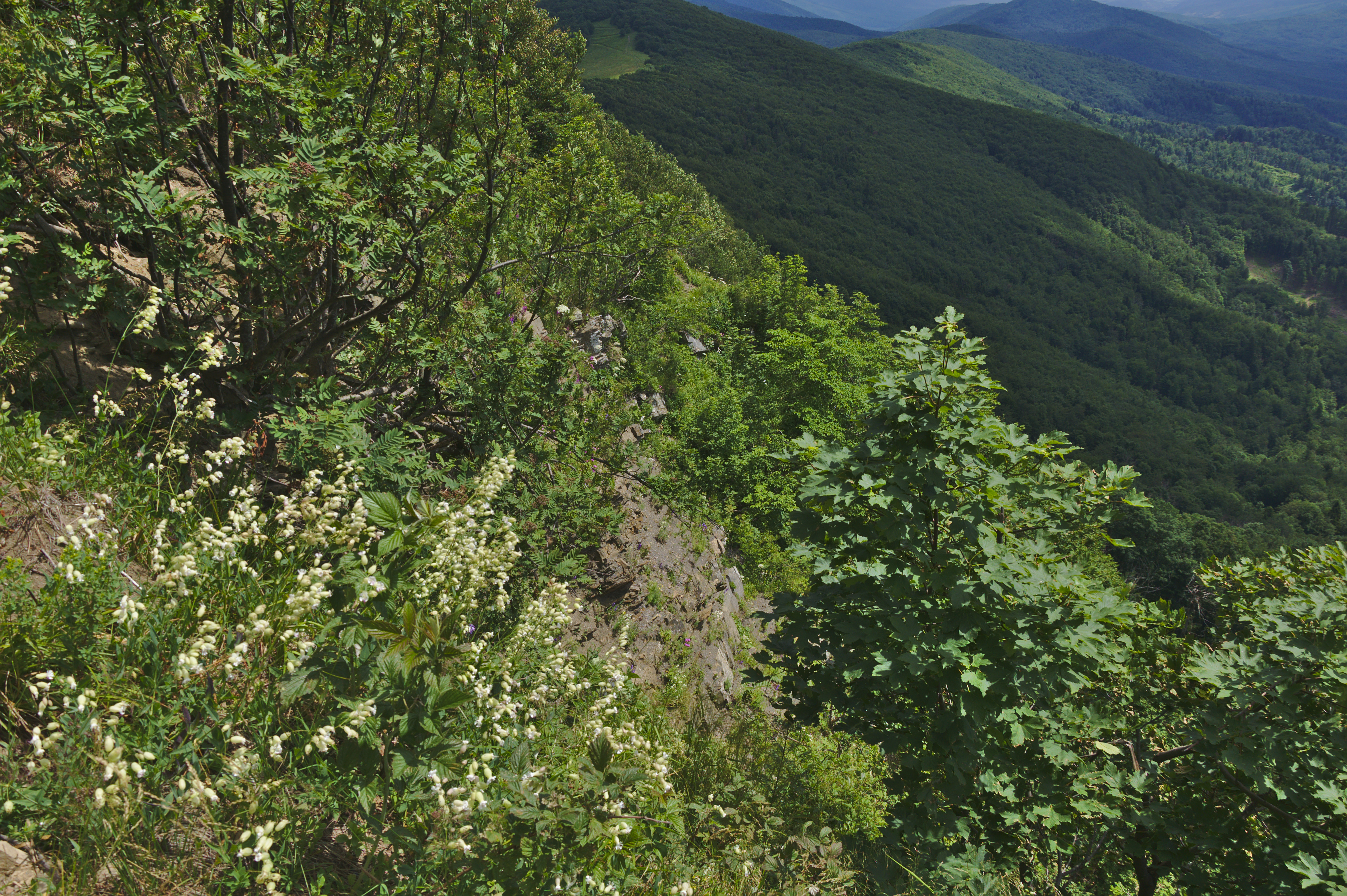
Skála pod výhledovou plošinou